# Saxon VS
| VS ist das Kürzel für den Kanton Wallis in der Schweiz. Es wird verwendet, um Verwechslungen mit anderen Einträgen des Namens Saxon zu vermeiden. |

Saxon ist eine politische Gemeinde und eine Burgergemeinde des Bezirks Martigny im französischsprachigen Teil des Kantons Wallis in der Schweiz.

## Geografie

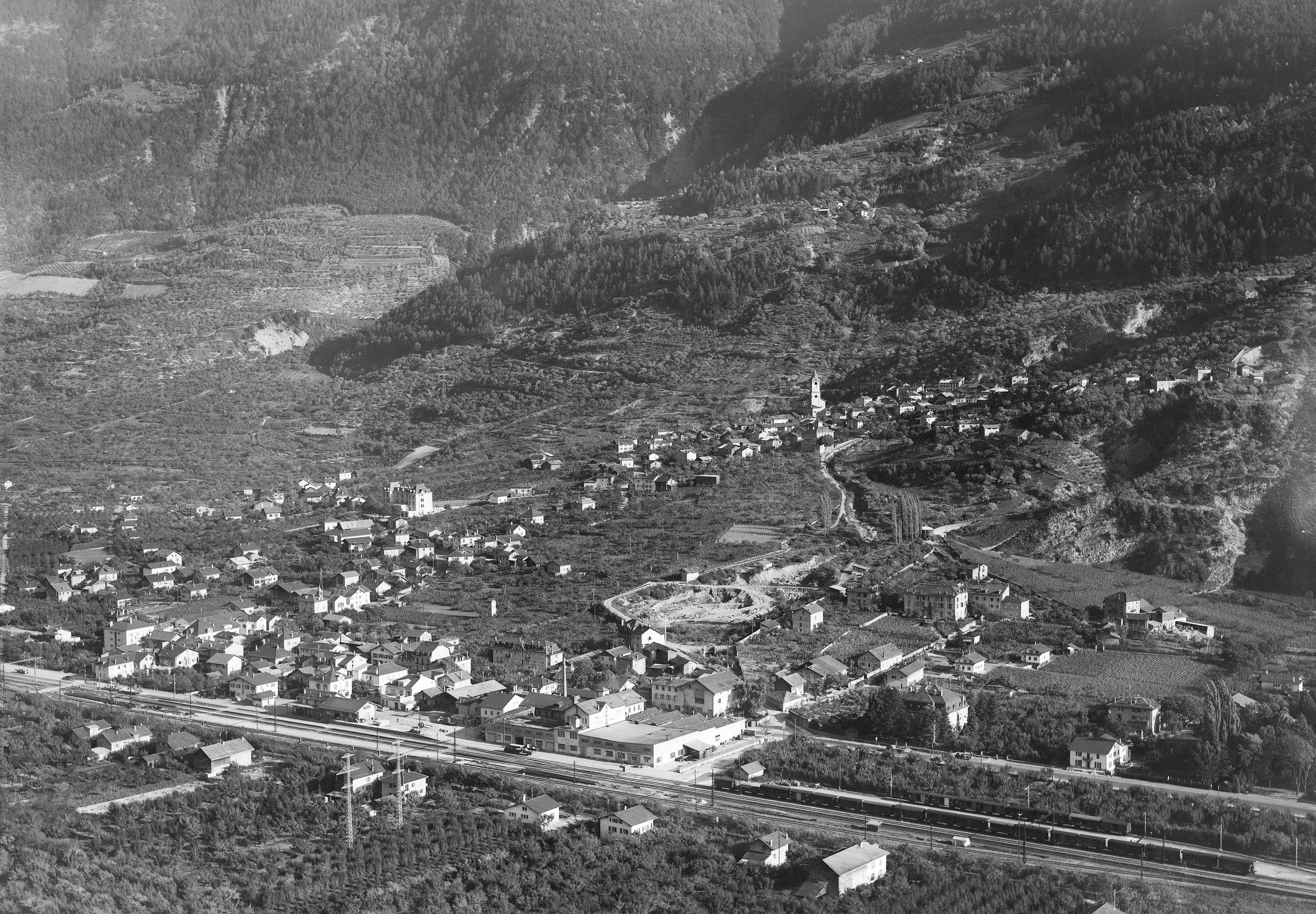
Luftbild (1955)

Saxon liegt östlich von Martigny auf der Südseite des Rhonetals. Die Gemeinde besteht aus den Dörfern Saxon und Gottefrey sowie den Weilern Bonatry, Boveresse, La Luy, L’Arbarey, Le Fa, Le Pérose, Les Oies, Le Vaco, Pierre Besse, Sapainhaut und Tovassière. Nachbargemeinden von Saxon sind im Norden Saillon, im Osten Riddes, im Süden Val de Bagnes, im Westen Martigny und im Nordwesten Fully.

## Geschichte
Am 7. Januar 1917 rief der sozialistische Arbeiterverein von Saxon-Fully, die Union ouvrière, die Mitglieder der befreundeten Vereine in Monthey, Vouvry und Martigny zur Gründungsveranstaltung der Fédération ouvrière du Valais zusammen.
Ein Arbeitskampf in der Konservenfabrik Conserves de Saxon erreichte im September 1917 eine Lohnerhöhung von 10 % für die Arbeiter.
1970 gründeten die Aprikosen- und Weinbauern, sowie die Viehalter und Waldbesitzer von Saxon und Umgebung die Association de défense contre les émanations nocives des usines (Verein zum Schutz gegen den schädlichen Ausstoss der Fabriken), um sich gegen die von der Aluminiumindustrie (Alusuisse, Aluminium S. A.) verursachte Umweltverschmutzung durch Fluor zu wehren. 1975 kam es nach einem fast völligen Ernteausfall bei Aprikosen zum in den Zeitungen ausgetragenen «Fluorkrieg», dessen weiterer Brennpunkt das aargauische Möhlin war. Der Kanton Wallis setzte auf eine Verzögerungstaktik. Im Mai 1978 sprengten Aktivisten in Saxon einen Hochspannungsmast. Im Oktober 1978 gab die Politik der Industrie schliesslich Ausstossobergrenzen vor. 

## Bevölkerung
| Bevölkerungsentwicklung | Bevölkerungsentwicklung | Bevölkerungsentwicklung | Bevölkerungsentwicklung | Bevölkerungsentwicklung | Bevölkerungsentwicklung | Bevölkerungsentwicklung | Bevölkerungsentwicklung | Bevölkerungsentwicklung | Bevölkerungsentwicklung | Bevölkerungsentwicklung | Bevölkerungsentwicklung |
| ----------------------- | ----------------------- | ----------------------- | ----------------------- | ----------------------- | ----------------------- | ----------------------- | ----------------------- | ----------------------- | ----------------------- | ----------------------- | ----------------------- |
| Jahr                    | 1802                    | 1850                    | 1900                    | 1950                    | 2000                    | 2010                    | 2012                    | 2014                    | 2016                    | 2018                    | 2020                    |
| Einwohner               | 463                     | 952                     | 1636                    | 2421                    | 3312                    | 4557                    | 4903                    | 5248                    | 5645                    | 5902                    | 6278                    |

## Politik
Die Exekutive von Saxon, der Conseil communal, besteht aus sieben Mitgliedern. Die parteipolitische Zusammensetzung für die Legislaturperiode 2021–2024 ist folgendermassen: MSI-CLI (Mouvement social-indépendant - Centre libéral-indépendant) 3, FDP 3, CVP 1. Gemeindepräsident ist Christian Roth (MSI-CLI).
Bei den Schweizer Parlamentswahlen 2019 betrugen die Wähleranteile in der Gemeinde Saxon: FDP 23,8 %, SVP 23,0 %, SP 21,9 %, CVP 17,6 %, Grüne 9,7 %.

## Wirtschaft

### Aprikosen
Saxon gehört zu den grössten Obstanbaugemeinden im Kanton. Bekannt ist Saxon insbesondere für seine Aprikosen. Alle zwei Jahre findet in Saxon das nationale Aprikosenfestival statt.

### Weinbau
Mit einer Anbaufläche von rund 150 Hektaren ist Saxon eine der grössten Weinbaugemeinden im Kanton Wallis und mit Abstand die grösste auf der linken Rhoneseite.

## Verkehr
Der Bahnhof von Saxon liegt an der Bahnlinie von Brig nach Monthey. Zudem liegt der Ort an der Buslinie Sion–Martigny. 
Saxon liegt an der Autobahn A9 mit eigener Auffahrt und an der Hauptstrasse 9. Die Kantonsstrasse 74 führt von Saxon über den Col du Lein zum Col des Planches und ermöglicht den Übergang nach Sembrancher und ins Val de Bagnes.

## Sehenswürdigkeiten
Auf einem Hügel über dem Dorf sind die Ruinen des Schlosses Saxon. Die Herren des Orts sind seit dem Beginn des 13. Jahrhunderts bekannt. Sie verkauften ihn um 1266 den Savoyern. Graf Philipp liess 1279 neue Befestigungen aufführen, von denen nur der runde Donjon erhalten ist. 1475 wurde Saxon zerstört und das Städtchen, das das Schloss umgab, verlassen.
Unterhalb des Donjons steht die Kapelle St-Maurice, die bereits 1153 als Filiale von Saint-Pierre-de-Clages erwähnt wurde. Der Bau setzt sich aus einem romanischen Schiff und einem spätgotischen Chor, der gegen 1530–1540 neu errichtet wurde, zusammen.
Im 19. Jahrhundert kam Saxon grosse Bedeutung als Thermalbadestation zu. Davon zeugt das ehemalige Kasino, das sich bei der Kantonsstrasse befindet.

## Persönlichkeiten
- Stéphane Lambiel (* 1985), Eiskunstläufer, 2005 und 2006 Weltmeister sowie Silbermedaillengewinner der Olympischen Winterspiele 2006 in Turin
- Yann Lambiel (* 1973), Komiker und Humorist (nicht verwandt mit Stéphane Lambiel)
- Sarah Oberson, fünfjähriges Mädchen, das 1985 verschollen ging
- Bernard Rappaz (1953), Landwirt und Hanfproduzent
- Jean-Pierre Roth (* 1946), Ökonom und Präsident des Direktoriums der Schweizerischen Nationalbank
- Anthony Sauthier (* 1991), Fussballspieler